# Visciano
Visciano ist eine Gemeinde mit 4140 Einwohnern (Stand 31. Dezember 2023) in der Metropolitanstadt Neapel, Region Kampanien.

## Ortslage
Die Nachbarorte von Visciano sind Avella (AV), Baiano (AV), Casamarciano, Liveri, Marzano di Nola (AV), Monteforte Irpino (AV), Mugnano del Cardinale (AV), Nola, Pago del Vallo di Lauro (AV), Sperone (AV) und Taurano (AV).

## Bevölkerungsentwicklung
Visciano zählt 1521 Privathaushalte. Zwischen 1991 und 2001 stieg die Einwohnerzahl von 4424 auf 4621. Dies entspricht einem prozentualen Zuwachs von 4,5 %.

## Wallfahrt
Überörtlich bekannt ist Visciano durch die Wallfahrt zur Madonna del Carpinello, einem Marienbildnis, das am Fuße einer Hainbuche (italienisch carpine) gefunden wurde und als wundertätig gilt. Für die Scharen der Pilger wurde eine neue Basilika (Santuario di Maria Santissima Consolatrice del Carpinello) gebaut, die 1971 fertiggestellt wurde.